# Julius Bittner

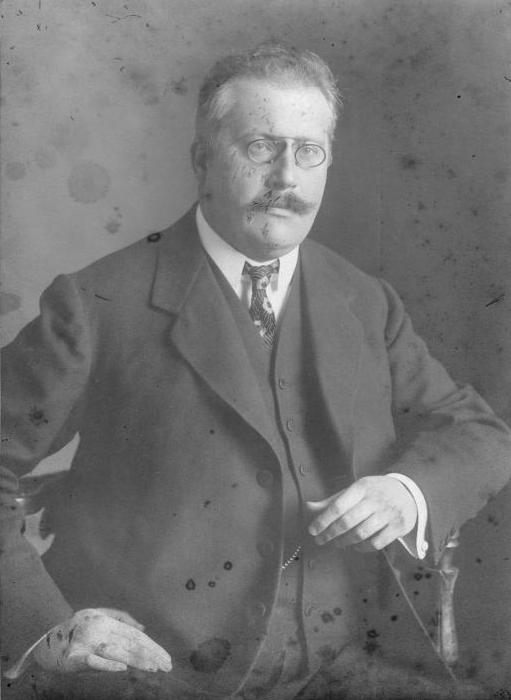
Julius Bittner in 1911

Julius Bittner (Wenen, 9 april 1874- Wenen, 9 januari 1939) was een Oostenrijks componist.

## Biografie
Na zijn rechtenstudie afgerond te hebben was hij tot 1920 werkzaam als rechter in Wolkersdorf (Neder-Oostenrijk) en van 1920-1922 ambtenaar op het Ministerie van Justitie, daarnaast had hij zijn muziekopleiding bij Josef Labor en Bruno Walter die tevens 
zijn eerste opera's (Die Rote Gred (1907) en Der Musikant (1909)  dirigeerde.
Vanaf 1922 hield hij zich in hoofdzaak bezig met componeren en was gedurende de eerste helft van de 20e eeuw, een van de bekendste en meest opgevoerde operacomponisten in Oostenrijk.
Hij componeerde zijn werken in laatromantische stijl naar de  traditie van Richard Wagner en schreef in hoofdzaak zijn eigen libretti, meestal gebaseerd op actuele thema's afkomstig uit de Alpenlanden.
Als waardering voor zijn werk mocht hij verscheidene onderscheidingen in ontvangst nemen, zoals o. a. de Mahlerprijs (1915), de Raimundprijs (1919), de kunstprijs van de stad Wenen (1925) en de staatsprijs voor muziek en literatuur (1937)

## Werken

### Opera's
- Die Rote Gred (1907)
- Der Musikant (1909)
- Der Bergsee (1911)
- Das Höllisch Gold (1916)
- Der liebe Augustin (1917)
- Die Kohlhaymerin (1921)
- Das Rosengärtlein (1923)
- Das Veilchen (1934)

### Overige werken
- Toneelmuziek 
  - Op drama's naar Shakespeare en
  - Volksstukken van o.a. Johann Nestroy en Ferdinand Raimund
- Kamermuziek
- Symfonieën
- Liederen
- Oostenrijkse dansen
- Missen

- Bibsys: 2049009
- Bibliothèque nationale de France: cb13788503s (data)
- Catàleg d'autoritats de noms i títols de Catalunya: 981058608298306706
- CiNii: DA19584315
- Gemeinsame Normdatei: 118663593
- International Standard Name Identifier: 0000 0000 6319 8430
- Library of Congress Control Number: no88005647
- Nationale Bibliotheek van Letland: 000247024
- MusicBrainz: 522c2ab2-a2f2-44aa-afe7-d3e2bdfecb5a
- Nationale Bibliotheek van Tsjechië: ola2008474776
- Nationale bibliotheek van Australië: 53118245
- Nationale Bibliotheek van Israël: 987007286983405171
- Nederlandse Thesaurus van Auteursnamen: 101250088
- Réseau des bibliothèques de Suisse occidentale: 02-A026511235
- Istituto Centrale per il Catalogo Unico: MUSV008069
- LIBRIS: 276213
- SNAC: w6w978tq
- Système universitaire de documentation: 079962696
- Trove: 1127646
- Virtual International Authority File: 67259409
- WorldCat: E39PBJk4GBJGVBdwdVjT97WVYP